# Adelencyrtus bifasciatus
Adelencyrtus bifasciatus är en stekelart som först beskrevs av Ishii 1923.  Adelencyrtus bifasciatus ingår i släktet Adelencyrtus och familjen sköldlussteklar. Inga underarter finns listade i Catalogue of Life.